# Premi a la millor direcció (Festival de Canes)
El Premi a la millor Direcció (Prix de la mise en scène) és un premi atorgat al Festival Internacional de Cinema de Canes. És escollit pel jurat de la secció oficial de pel·lícules del festival. S'atorga des de 1946.

## Guanyadors del Premi
| Any  | Pel·lícula                                           | Director                            |
| ---- | ---------------------------------------------------- | ----------------------------------- |
| 1946 | La Bataille du rail                                  | René Clément                        |
| 1947 | no atorgat                                           | no atorgat                          |
| 1948 | no es va celebrar el festival                        | no es va celebrar el festival       |
| 1949 | The Walls of Malapaga                                | René Clément                        |
| 1950 | no atorgat                                           | no atorgat                          |
| 1951 | Los olvidados                                        | Luis Buñuel                         |
| 1952 | Fanfan la Tulipa                                     | Christian-Jaque                     |
| 1953 | no atorgat                                           | no atorgat                          |
| 1954 | no atorgat                                           | no atorgat                          |
| 1955 | Rififi                                               | Jules Dassin                        |
| 1955 | Heroes of Shipka                                     | Sergei Vasilyev                     |
| 1956 | Otel·lo                                              | Serguei Iutkevitx                   |
| 1957 | A Man Escaped                                        | Robert Bresson                      |
| 1958 | Nära livet                                           | Ingmar Bergman                      |
| 1959 | Les Quatre Cents Coups                               | François Truffaut                   |
| 1960 | no atorgat                                           | no atorgat                          |
| 1961 | Povest plamennykh let                                | Yuliya Solntseva                    |
| 1962 | no atorgat                                           | no atorgat                          |
| 1963 | no atorgat                                           | no atorgat                          |
| 1964 | no atorgat                                           | no atorgat                          |
| 1965 | Forest of the Hanged (Padurea spânzuratilor)         | Liviu Ciulei                        |
| 1966 | Lenin in Poland (Lenin v Polshe)                     | Serguei Iutkevitx                   |
| 1967 | Tízezer nap                                          | Ferenc Kósa                         |
| 1968 | no atorgat                                           | no atorgat                          |
| 1969 | Antônio das Mortes                                   | Glauber Rocha                       |
| 1969 | All My Compatriots                                   | Vojtech Jasny                       |
| 1970 | Leo the Last                                         | John Boorman                        |
| 1971 | no atorgat                                           | no atorgat                          |
| 1972 | Még kér a nép                                        | Miklós Jancsó                       |
| 1973 | no atorgat                                           | no atorgat                          |
| 1974 | no atorgat                                           | no atorgat                          |
| 1975 | Les Ordres                                           | Michel Brault                       |
| 1975 | Section spéciale                                     | Costa Gavras                        |
| 1976 | Lletjos, bruts i dolents (Brutti, sporchi e cattivi) | Ettore Scola                        |
| 1977 | no atorgat                                           | no atorgat                          |
| 1978 | Empire of Passion                                    | Nagisa Oshima                       |
| 1979 | Days of Heaven                                       | Terrence Malick                     |
| 1980 | no atorgat                                           | no atorgat                          |
| 1981 | no atorgat                                           | no atorgat                          |
| 1982 | Fitzcarraldo                                         | Werner Herzog                       |
| 1983 | L'Argent1                                            | Robert Bresson                      |
| 1983 | Nostalghia1                                          | Andrei Tarkovsky                    |
| 1984 | A Sunday in the Country                              | Bertrand Tavernier                  |
| 1985 | Rendez-vous                                          | André Téchiné                       |
| 1986 | After Hours                                          | Martin Scorsese                     |
| 1987 | Der Himmel über Berlin                               | Wim Wenders                         |
| 1988 | Sur                                                  | Fernando Solanas                    |
| 1989 | Dom za vešanje                                       | Emir Kusturica                      |
| 1990 | Taxi Blues                                           | Pavel Lungin                        |
| 1991 | Barton Fink                                          | Joel Coen                           |
| 1992 | El joc de Hollywood (The Player)                     | Robert Altman                       |
| 1993 | Naked                                                | Mike Leigh                          |
| 1994 | Caro diario                                          | Nanni Moretti                       |
| 1995 | La Haine                                             | Mathieu Kassovitz                   |
| 1996 | Fargo                                                | Joel Coen                           |
| 1997 | Happy Together                                       | Wong Kar-Wai                        |
| 1998 | El general (The General)                             | John Boorman                        |
| 1999 | Todo sobre mi madre                                  | Pedro Almodóvar                     |
| 2000 | Yi Yi: A One and a Two                               | Edward Yang                         |
| 2001 | The Man Who Wasn't There                             | Joel Coen                           |
| 2001 | Mulholland Drive                                     | David Lynch                         |
| 2002 | Chi-hwa-seon                                         | Im Kwon-taek                        |
| 2002 | Punch-Drunk Love                                     | Paul Thomas Anderson                |
| 2003 | Elephant                                             | Gus Van Sant                        |
| 2004 | Exils                                                | Tony Gatlif                         |
| 2005 | Caché                                                | Michael Haneke                      |
| 2006 | Babel                                                | Alejandro González Iñárritu         |
| 2007 | Le Scaphandre et le Papillon                         | Julian Schnabel                     |
| 2008 | Üç Maymun                                            | Nuri Bilge Ceylan                   |
| 2009 | Kinatay                                              | Brillante Mendoza                   |
| 2010 | Tournée                                              | Mathieu Amalric                     |
| 2011 | Drive                                                | Nicolas Winding Refn                |
| 2012 | Post Tenebras Lux                                    | Carlos Reygadas                     |
| 2013 | Heli                                                 | Amat Escalante                      |
| 2014 | Foxcatcher                                           | Bennett Miller                      |
| 2015 | The Assassin                                         | Hou Hsiao Hsien                     |
| 2016 | Personal Shopper                                     | Olivier Assayas                     |
| 2016 | Bacalaureat                                          | Cristian Mungiu                     |
| 2017 | El seductor                                          | Sofia Coppola                       |
| 2018 | Zimna wojna                                          | Pawel Pawlikowski                   |
| 2019 | Le Jeune Ahmed                                       | Jean-Pierre Dardenne i Luc Dardenne |
| 2020 | no atorgat                                           | no atorgat                          |
| 2021 | Annette                                              | Leos Carax                          |
| 2022 | Decision to Leave                                    | Park Chan-wook                      |
| 2023 | La Passion de Dodin Bouffant                         | Trần Anh Hùng                       |
| 2024 | Grand Tour                                           | Miguel Gomes                        |

Nota 1:  Aquest any el nom del premi va canviar a Gran Premi del cinema de creació (Grand Prix du cinéma de creation.)

## Han guanyat el premi més d'una vegada
- Joel Coen (1991, 1996, 2001)
- René Clément (1946, 1949)
- Serguei Iutkevitx (1956, 1966)
- Robert Bresson (1957, 1983)
- John Boorman (1970, 1998)